# Cantón de Levie
El cantón de Levie era una división administrativa francesa, que estaba situada en el departamento de Córcega del Sur y la región de Córcega.

## Composición
El cantón estaba formado por cuatro comunas:
- Carbini
- Levie
- San-Gavino-di-Carbini
- Zonza

## Supresión del cantón de Levie
En aplicación del Decreto n.º 2014-229 de 24 de febrero de 2014, el cantón de Levie fue suprimido el 22 de marzo de 2015 y sus 4 comunas pasaron a formar parte; dos del nuevo cantón de Bavella y dos del nuevo cantón de San-Gavino-di-Carbini.